# Un début dans la vie
Un début dans la vie est un roman d’Honoré de Balzac, paru en feuilleton dans la revue La Législature sous le titre Le Danger des mystifications en 1842, puis en 1844 chez Dumont, avant d’être repris dans l’édition Furne de La Comédie humaine, classé dans les Scènes de la vie privée (1845).
On y retrouve Joseph Bridau, le peintre de La Rabouilleuse, élève d'Hippolyte Schinner (autre émouvant artiste-peintre de La Bourse). Dans ce court récit en trois parties, le personnage principal est un adolescent, Oscar, qui a honte de sa pauvreté, et aussi de sa mère. Il est à l’âge où on rêve de faire carrière. Balzac y maintient avec talent le suspense dans un style vif qui semble un défi aux reproches qu’on pouvait lui faire sur ses descriptions interminables.
Le point de départ du roman est une nouvelle due à la plume de la sœur de Balzac, Laure Surville. Elle sera publiée plus tard, en 1854, sous le titre Voyage en coucou. Balzac a remanié ce conte et en a élargi les perspectives, le transformant en une étude sociale plus approfondie. Balzac a écrit ce roman lors d'une de ses nombreuses visites à L'Isle-Adam où il a été l'hôte, de 1817 à 1822, du maire de la ville Louis-Philippe de Villers-la-Faye.

## Résumé
Dans le coucou du père Pierrotin, en route pour L'Isle-Adam, le comte de Sérisy, sénateur, voyage incognito. Dans cette même voiture se trouvent plusieurs jeunes gens qui font assaut de fanfaronnades. Parmi eux, Oscar Husson, le type même du fils de famille bon à rien, que sa mère a recommandé à la bienveillance de M. Moreau, régisseur du domaine de Sérisy situé à Presles. Oscar veut se donner de l'importance en prétendant bien connaître M. de Sérisy et en révélant que ce dernier serait atteint d'une vilaine maladie de peau et que sa femme, la comtesse de Sérisy, lui serait infidèle… Oscar tombe de haut quand il arrive au château. Il s'est fait un ennemi, et même deux, car le comte accuse son régisseur Moreau (un ex-amant de la mère d'Oscar) d'être à l'origine de ces ragots.
La mère d’Oscar réussit à le placer dans une importante étude d’avoué. Mais de nouveau Oscar commet une grave faute. Il n’a désormais plus le choix, il part faire son service militaire, lors de la conquête de l’Algérie. Le hasard veut qu'il sauve la vie du fils du comte de Sérisy, ce qui lui permet de rentrer en grâce auprès de cet homme très influent.
C'est ainsi qu'Oscar finira par se voir attribuer une perception et par trouver sa place de bourgeois heureux et médiocre dans la société de la monarchie de Juillet. Quant à l'ex-régisseur Moreau, il est devenu député.